# Mas Alvardés
El Mas Alvardés és un edifici de Sant Boi de Lluçanès (Osona) inclòs a l'Inventari del Patrimoni Arquitectònic de Catalunya.

## Descripció
Es tracta d'un edifici format per diversos cossos de planta rectangular i teulat a doble vessant, adossats l'un al costat de l'altre donant diferents nivells de teulada. Els murs són de pedres irregulars i morter que en alguns llocs ha estat arrebossat amb ciment. La major part de la casa té dues plantes, però el cos més gran, possiblement la primera ampliació, en té tres. Al davant de la casa i allargant la façana dreta del conjunt hi ha diverses construccions annexes que encara es fan servir de cort o de pallissa.

## Història
La diversitat de cossos que presenta aquesta construcció demostra les diferents fases constructives que l'han configurat. Originàriament era una petita casa, possiblement una de les parts centrals de l'actual construcció, a la qual es varen afegir successivament les diverses ampliacions.